# Минуле і думи
«Минуле і думи» (рос. «Былое и думы») — автобіографічна хроніка Олександра Івановича Герцена, за формою близька до роману. Представляє безприкладну в російській літературі панораму вітчизняного та європейського життя середини XIX століття. Твір визнано вершиною літературної творчості Герцена та однією з ключових творів російської літератури ХІХ століття.
Написана в 1852—1868 роках, присвячена М. П. Огарьову.

## Історія створення
Написанню книги передувала важка смуга у житті Герцена: руйнувалися як його революційні погляди, а й сім'я.
Успіх перших розділів (про юнацьку клятву на Воробйових горах, університетські роки тощо) був надзвичайний.
Окремі глави писалися з розривом у кілька років і публікувалися в «Полярній зірці», головним чином у 1852—1855 року, хоча дописувати та переглядати свою головну книгу Герцен продовжував практично до кінця життя (до 1868 року).
Вже посмертно побачила світ найбільша, мабуть, відверта і знаменита глава «Кружіння серця» про відносини Герцена та його дружини з парою Гервегів.

## Зміст
- Частина перша «Дитяча та університет» (1812—1834) — життя в будинку батька
- Частина друга «В'язниця і заслання» (1834—1838) — справа образи його величності
- Частина третя «Володимир-на-Клязьмі» (1838—1839) — історія кохання Герцена та Наталії Олександрівни Захар'їної
- Частина четверта «Москва, Петербург і Новгород» (1840—1847) — про західництво і слов'янофільство
- Частина п'ята «Париж — Італія — Париж (1847—1852): Перед революцією і після неї» — перші роки, проведені Герценом в Європі, у тому числі під час «весни народів»
- Частина шоста «Англія (1852—1864)» — період життя письменника в Лондоні після смерті дружини
- Частина сьома «Російська еміграція» — нариси про М. Бакуніна та В. Печеріна
- Частина восьма (1865—1868) — враження А. Герцена від подорожі Європою
- Частина дев'ята «Старі листи» — листи від Бєлінського, Чаадаєва, Грановського та ін.

## Художні особливості та значення
Для большинства читателей эта автобиография остаётся главной книгой Герцена. Её привлекательность главным образом в её свободе и очевидной искренности. Не то, чтобы в ней вовсе не было позы, — Герцен слишком француз и слишком романтик, чтобы обойтись без позы. Герцен — один из последних великих русских писателей, выросших на французском языке, и ничуть не боится честного и неприкрытого галлицизма. Это язык человека, который одинаково свободно говорит на многих языках. Но это именно его, герценовский язык, и он обладает совершенно стихийной жизненной силой. В нём очарование свободы и непосредственности, это текучая и богатая речь страстного, блестящего собеседника.

Герцен — великий портретист-импрессионист, и его впечатления об отце и других родных, о московских идеалистах и вождях европейской революции незабываемо-живые. Легкость его прикосновения, скользящего, без всякого нажима, сообщает этим портретам на диво убедительную подвижность. Не менее замечательны те пассажи книги, где он подводит под свой рассказ широкую историческую базу; в первых частях, повествующих о его жизни до ссылки, содержится самый широкий, самый правдивый и самый проницательный обзор русской социальной и культурной истории первой половины девятнадцатого столетия. Это великая историческая классика.— Святополк-Мирський Д. П.. История русской литературы
Я. Ельсберг у своїх статтях «Роман про російського революціонера і мислителя» пише: «„Колишнє і думи“ є складне поєднання різних жанрових форм, мемуару та історичного роману-хроніки, щоденника та листів, художнього нарису та публіцистичної статті, сюжетно-новелістичної прози та біографії. Змішування жанрів усередині мемуарного обрамлення було пов'язане з особливостями всієї стильової структури „Минулого і дум“; „Минуле і думи“ можна назвати романом про російського революціонера. Але це роман і про людину з усіма її особистими особливостями, шуканнями і помилками, перемогами і поразками, з усіма протиріччями його внутрішнього світу, це розповідь і про його особисте життя, кохання, захоплення і пристрасті».

## Екранізація
- «Минуле і думи» — реж. Лев Єлагін